# Publius Petronius Turpilianus (Konsul 61)
Publius Petronius Turpilianus (* vor 18; † 68) war ein römischer Politiker der neronischen Zeit.

## Herkunft und Familie
Publius Petronius Turpilianus war ein Nachkomme (wohl Urenkel) des gleichnamigen Münzmeisters Publius Petronius Turpilianus. Vermutlich war er ein Sohn des Auguren Publius Petronius und der Plautia, der Schwester des ersten Statthalters von Britannien, Aulus Plautius. Da er für sein Konsulat ein Mindestalter von 43 Jahren haben musste, kann man seine Geburt mit einiger Sicherheit in die Zeit vor 18 n. Chr. datieren. Das exakte Verwandtschaftsverhältnis zu den anderen Petronii ist unklar, jedoch gehörte er zu einem der angesehensten Familienzweige.

## Laufbahn
Im Jahr 61 erhielt Turpilianus das Amt eines ordentlichen Konsuls, das er vermutlich für ein halbes Jahr ausübte, bevor er als kaiserlicher Legat Neros im Boudicca-Aufstand nach Britannien gesandt wurde. Dort ersetzte er Gaius Suetonius Paulinus und betrieb eine weniger von Strafaktionen bestimmte Politik.
Im Jahr 63 trat Turpilianus als oberster Verwalter der stadtrömischen Wasserversorgung (curator aquarum) in Erscheinung. Nach Unterdrückung der Pisonischen Verschwörung verlieh ihm Nero die ornamenta triumphalia. Im Jahr 68 sollte er im Auftrag Neros ein Heer gegen die Aufständischen führen, erklärte sich aber offenbar für Galba. Dieser ließ nach seinem Sieg jedoch Petronius als Feldherrn Neros (dux Neronis) beseitigen.